# Ścinawica
Ścinawica (niem. Steinwitz) – wieś w Polsce położona w województwie dolnośląskim, w powiecie kłodzkim, w gminie Kłodzko.
W przeszłości do wsi należał przysiółek Nowa Ścinawica (niem. Neusteinwitz). Obecnie nazwa niestandaryzowana.

## Położenie
Ścinawica leży na północ od Kłodzka, u ujścia Ścinawki do Nysy Kłodzkiej, u podnóża Garbu Golińca, na wysokości około 290–360 m n.p.m.

## Podział administracyjny
W latach 1975–1998 miejscowość administracyjnie należała do województwa wałbrzyskiego.

## Historia
Od samego początku Ścinawica była związana z Kłodzkiem, jej mieszkańcy zajmowali się głównie rolnictwem i sadownictwem. Miejscowa ludność była głównie pochodzenia słowiańskiego, o czym świadczą nazwiska zachowane w księgach miejskich. W 1462 roku część miejscowości przeszła na własność franciszkanów z Kłodzka. W czasie wojny trzydziestoletniej Ścinawica została zniszczona, potem została dołączona do królewszczyzny, a w roku 1684 miejscowość kupił magistrat Kłodzka. W 1840 roku było tu 37 budynków, w tym młyn wodny. Po 1945 miejscowość przekształciła się z typowej wsi rolniczej w przedmieście Kłodzka.

## Zabytki
W dolnej części Ścinawicy znajduje się okazała zagroda kmieca z XIX wieku nazywana potocznie dworem, z barokowymi elementami architektonicznymi z XVIII wieku. Na skrzyżowaniu dróg kamienna kapliczka słupowa z XVIII wieku, zwieńczona metalowym krzyżem. W miejscowości znajduje się dom, w którym zbudowano przejazd dla pociągów towarowych przejeżdżających do pobliskiej papierni w Młynowie. Po powodzi w 1997 roku papiernia przestała istnieć i rozebrano tory, przejazd jednak pozostał. 